# Вурдерис, Костас
Костас Вурдерис (греч.  Κώστας Βουρδέρης , 1921, Патры, Греческое королевство — 12 марта 1949, Тритеа) — греческий коммунист, деятель Коммунистической партии Греции. 
Один из организаторов Сопротивления в годы оккупации Греции (1941-1944) и вооружённого коммунистического подполья в годы Гражданской войны в Греции, в области Ахайя.

## Биография
Ко́стас Вурдерис родился в рабочей семье в городе Патры около 1921 года.
Стал секретарём профсоюзного рабочего центра города. Одновременно примкнул к коммунистическим организациям.
С началом тройной, германо-итало-болгарской, оккупации Греции (1941-1944) и будучи известным
в Ахайе профсоюзным деятелем, Вурдерис, при содействии Н. Белоянниса, создал в регионе организации освободительного фронта ЭАМ, а затем организации молодёжи ЭПОН.
Он также создал в Патрах и руководил ею подпольную типографию молодёжи ЭПОН и фронта ЭАМ.
Одновременно он руководил сбором и отправкой в горы оружия и боеприпасов, а также организацией городских боевых групп.
Был представителем в регионе правительства Свободной Греции.
Как и тысячи других участников Сопротивления и коммунистов, в послевоенные годы подвергся гонениям.
С началом гражданской войны (1946-1949) героическая III дивизия Демократической армии, «Дивизия мёртвых», как она будет названа в будущем греческой историографией, столкнулась на полуострове Пелопоннес с непреодолимыми трудностями.
Действуя на изолированном от других сил Демократической армии полуострове, дивизия не могла восполнять свои боеприпасы и людские потери.
К началу 1949 года судьба Демократической армии на полуострове была предрешена.
Немногие партизаны ещё оставались в горах. К середине 1949 года большинство из них были убиты или в бою или после пленения.
12 марта 1949 года тайник где Вардерис прятался вместе с двумя товарищами в Тритеа Ахайи было выдан родственником одного из трёх коммунистов.
После многочасового боя с подразделением жандармерии и бандами монархистов и бывших коллаборационистов, Вурдерис и его товарищ Никос Поликратис (капитан Никита Поликратис) были убиты. Димитрис Петратос был взят в плен. Петратос был судим трибуналом и вскоре был расстрелян. Тела погибших коммунистов были обезглавлены.
Как доказательство большой «победы» и для устрашения населения, их головы в течение многих недель демонстрировали во всех окрёстных сёлах.